# Āghsaqāl
Āghsaqāl (persiska: آغسَقال, آغ سقال) är en ort i Iran.   Den ligger i provinsen Västazarbaijan, i den nordvästra delen av landet, 600 km väster om huvudstaden Teheran. Āghsaqāl ligger 1 943 meter över havet och antalet invånare är 675.
Terrängen runt Āghsaqāl är varierad. Runt Āghsaqāl är det ganska tätbefolkat, med 185 invånare per kvadratkilometer. Närmaste större samhälle är Jūjahī, 1,7 km söder om Āghsaqāl. Trakten runt Āghsaqāl består i huvudsak av gräsmarker.